# 美叶青兰
美叶青兰（学名：Dracocephalum calophyllum）为唇形科青兰属下的一个种。

## 扩展阅读
維基物種上的相關：美叶青兰